# Gebrüder Paetel Verlag
Der Gebrüder Paetel Verlag war ein Verlag der Verlegerfamilie Paetel, bei dem deutsche Schriftsteller ihre Werke veröffentlichen konnten. Bekannt geworden ist der Verlag durch die Veröffentlichung sämtlicher Werke von Theodor Storm und der wissenschaftlich-literarischen Zeitschrift Deutsche Rundschau. − Mit Hilfe des 1870 in Berlin gegründeten Verlages gelang es Storm, eine tiefe Schaffenskrise zu überwinden und einen erzählerischen Neubeginn zu verwirklichen. Die Verlagsbriefwechsel zwischen Theodor Storm und seinen Verlegern, den Brüdern Elwin und Hermann Paetel, eröffnen tiefe Einblicke in die literarische Arbeit Theodor Storms und sind Zeugnisse der Entstehungs- und Publikationsgeschichte seiner Bücher.

## Geschichte

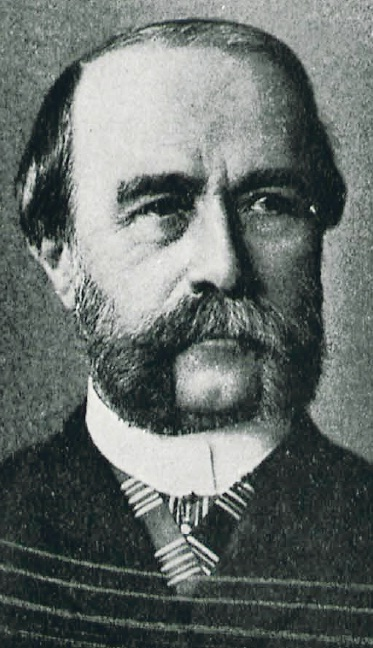
Verleger Hermann Paetel, 1906

Der Verlag wurde am 2. Januar 1837 von Alexander Duncker, dem später der Titel eines Königlichen Hofbuchhändlers verliehen wurde, begründet und ging am 1. Januar 1870 unter der Firma A. Dunckers Buchverlag in den Besitz der Brüder Elwin Paetel und Alfred Paetel über. Das Logo des Verlages – die verschlungenen Initialen E.P – bezog sich auf den zweiten Besitzer Elwin Paetel. Am 2. Juni 1871 wurde der Unternehmensname in Gebrüder Paetel verändert.
Das Verlagsprogramm wurde im Laufe der Jahre durch die eigenen Publikationen und durch den Ankauf einzelner Werke aus anderen Verlagen beständig erweitert. Angekauft wurden über einen Zeitraum von mehr als 30 Jahren Verlagswerke von der J. G. Cotta’sche Verlagsbuchhandlung in Stuttgart (1870 und 1877), der Schulbuchhandlung (Hermann Heiberg) in Schleswig (1870 und 1871), von Friedrich Kortkampf in Berlin (1871), von Alfred Kröner in Stuttgart (1872), der Schlesingerschen Buch- und Musikhandlung (Robert Lienau Musikverlag) in Berlin (1872), von R. Wagner in Berlin (1872), von W. Mauke Söhne in Hamburg (1873), von Heinrich Schindler in Berlin (1874), von Stilke & van Muyden in Berlin (1876), von Georg Reimer in Berlin (1877), der Nicolaischen Verlagsbuchhandlung (R. Stricker) in Berlin (1880), von Fr. Wilhelm Grunow in Leipzig (1883), von E. C. Brunns Verlag in Münster i. W. (1884) und von Franz Ebhardt in Berlin (1889), der G. J. Göschen’sche Verlagsbuchhandlung in Stuttgart (1898) sowie von F. Fontane & Co. in Berlin (1901).
Am 1. April 1884 schied Hermann Paetel aus dem Unternehmen aus, das von diesem Zeitpunkt an von Elwin Paetel und Alfred Paetel geleitet wurde. Im Jahre 1907 wurde Georg Paetel alleiniger Inhaber des Gebrüder Paetel-Verlags in Berlin (Sitz in der Lützowstr.) Seit 1931 war er auch Geschäftsführer und Gesellschafter der von ihm gegründeten Dr. Georg Paetel Verlag GmbH.
Friedrich Paetel, der Vater der Brüder war ein bedeutender Conchylien-Sammler, der seinen Sammlungs-Katalog, der später als Standardwerk für Conchyliensammler galt, in diesem Verlag veröffentlicht hatte.
Gebrüder Paetel-Verlag

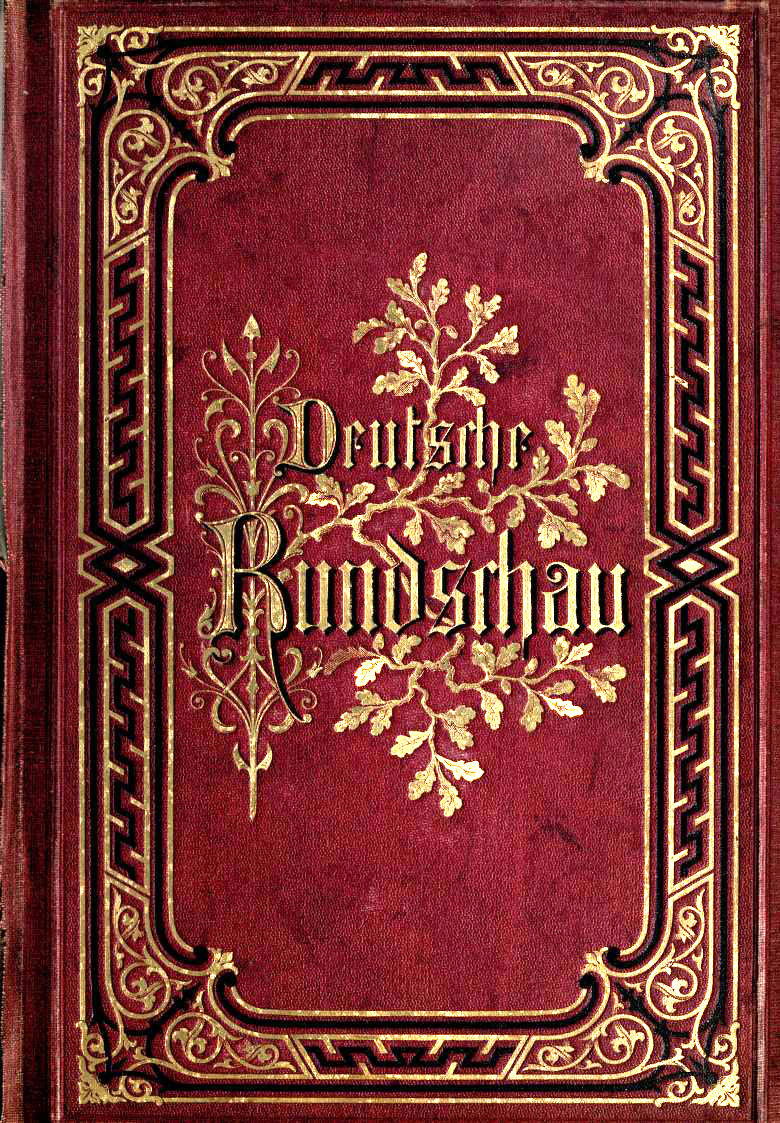
Einband der Erstausgabe der Deutschen Rundschau, 1874
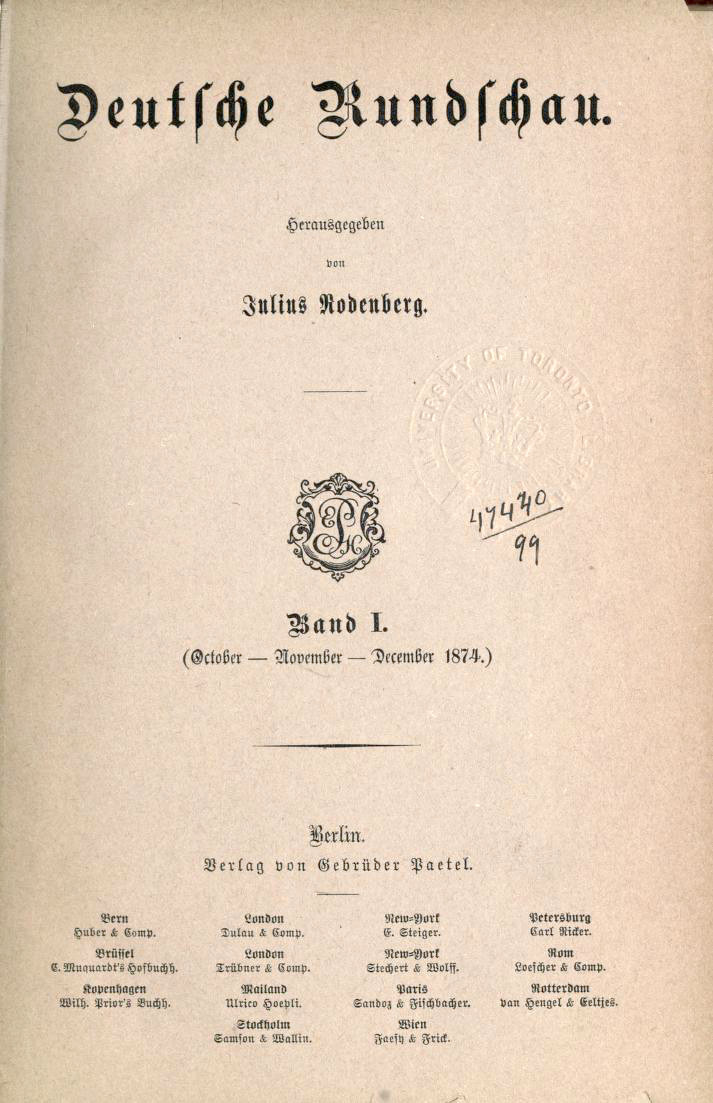
Titelblatt der Erstausgabe der Deutschen Rundschau, 1874, mit Siegel des Gebrüder Paetel Verlags
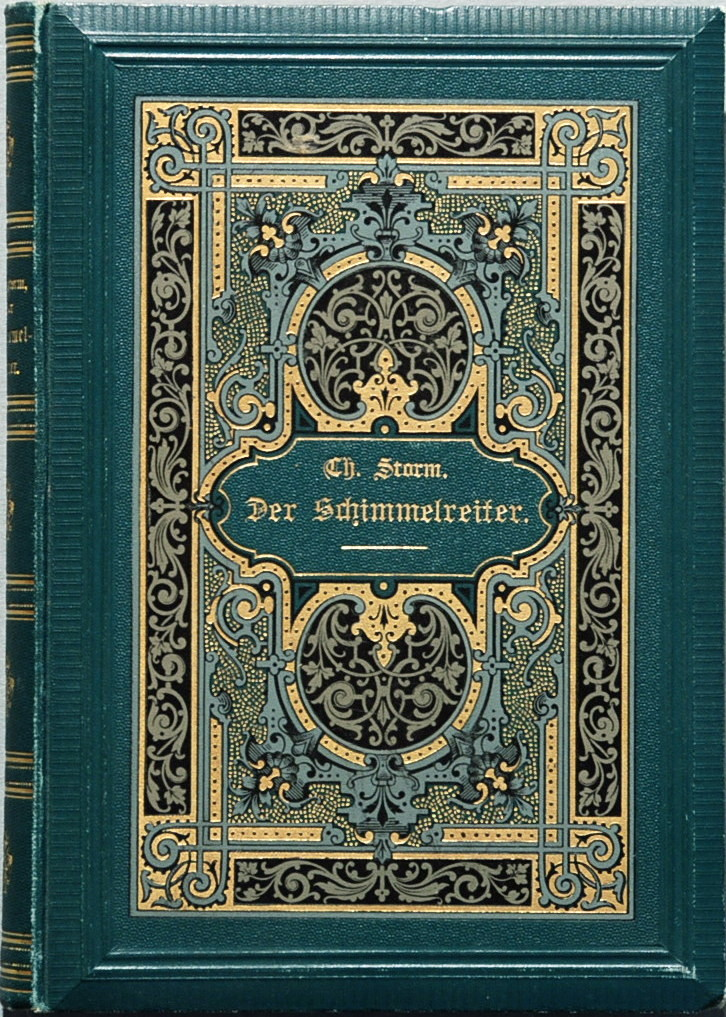
Original-Verlagseinband des Erstdruckes von Theodor Storm: Der Schimmelreiter, 1888, mit Gold-, Schwarz- und Blindprägung
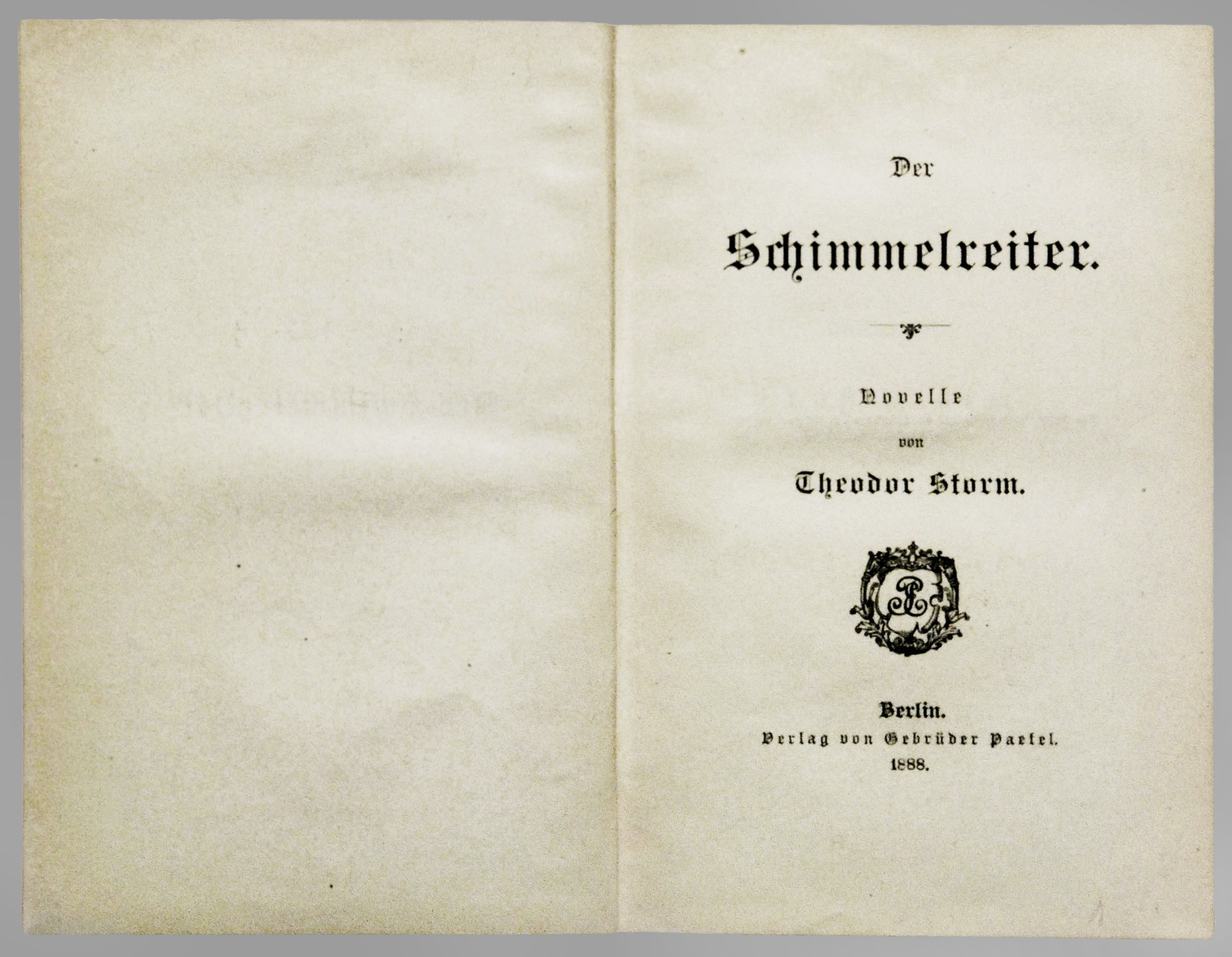
Titelblatt der Erstausgabe von Theodor Storm: Der Schimmelreiter, 1888, mit Siegel des Gebrüder Paetel-Verlags

## Autoren
Im Verlagskatalog sind unter anderem folgende Autoren genannt: Willibald Alexis, Hans Arnold, Berthold Auerbach, Hans Blum, Victor Blüthgen, Georg Brandes, Franz von Dingelstedt, Eduard Duller (Geschichte des deutschen Volkes), Ida von Reinsberg-Düringsfeld, Marie von Ebner-Eschenbach, Ilse Frapan, Karl Frenzel, Ludwig Geiger, Otto Franz Gensichen, Paul Güßfeldt, Ernst Haeckel, Ida Hahn-Hahn, Karl August von Heigel, George Hesekiel, Paul Heyse, Wilhelmine von Hillern, Hans Hoffmann, Hans Hopfen, Wilhelm Jensen, Alfred Meißner, Generalfeldmarschall Helmuth v. Moltke, Marie Petersen (Irrlichter und Prinzessin Ilse, 1856 bzw. 1852), Pierson (Preuß. Geschichte), Elise Polko, Gustav zu Putlitz, Julius Rodenberg, Otto Roquette, Ossip Schubin, Theodor Storm (sämtliche Werke), Adolf Strodtmann, Christian Wernicke (Geschichte der Welt).
Von Bedeutung war das Erscheinen der Deutschen Rundschau, die von Julius Rodenberg, gestützt auf die Gebrüder Paetel, ins Leben gerufen worden ist.